# Kamo (fiume)
Il Kamo è un fiume della Russia siberiana centrale, affluente di destra della Tunguska Pietrosa.
Il fiume drena una piccola area nella parte sudoccidentale dell'altopiano della Tunguska; fluisce dapprima con direzione orientale, successivamente settentrionale, percorrendo una valle piuttosto profonda. Il principale affluente ricevuto è il Tochomo, dalla sinistra idrografica.
Il Kamo, analogamente a tutti i fiumi della zona, è gelato per vari mesi l'anno, mediamente da ottobre a fine aprile-maggio; non incontra, nel suo corso, centri urbani di rilievo.